# جايسون إسحاق (سياسي)
جايسون إسحاق (بالإنجليزية: Jason Isaac)‏ هو سياسي أمريكي، ولد في 25 ديسمبر 1971 في هيوستن في الولايات المتحدة. حزبياً، نشط في الحزب الجمهوري. وقد انتخب عضو مجلس نواب تكساس.

## وصلات خارجية
- الموقع الرسمي